# 饒廣九南道
饒廣九南道，清朝设置的道，属于江西省。
康熙九年（1670年）设分巡饒南九道，驻饒州府，下辖饒州府、南康府、九江府。雍正九年（1731年），增广信府，改为分巡廣饒南九道。乾隆十三年（1748年）为分巡饒廣九南道，布政使司参政衔。乾隆二十三年（1758年），兼水利衔，乾隆三十一年（1766年），增兵备衔，称分巡饒廣九南兼管水利兵备道。乾隆四十三年（1778年），兼管九江关事务，改驻九江府。宣统元年（1909年），增抚州府、建昌府，改称抚建廣饒九南道。民国改为赣北道。